# Zeuzerobotys mirabilis
Zeuzerobotys mirabilis är en fjärilsart som beskrevs av Munroe 1963. Zeuzerobotys mirabilis ingår i släktet Zeuzerobotys och familjen Crambidae. Inga underarter finns listade i Catalogue of Life.